# WYSIAYG
WYSIAYG - akronim zwrotu What You See Is All You Get (to, co widzisz, to wszystko, co otrzymasz), ironicznego wariantu WYSIWYG.
Określenie to odnosi się do faktu odcięcia doświadczonego użytkownika od bardziej zaawansowanych funkcji i narzędzi systemowych przez łatwy w użytkowaniu (pomyślany dla osób początkujących), ale płytki funkcjonalnie interfejs.
Przykładem jest porównanie wizualnych edytorów tekstów lub oprogramowania desktop publishing z TeX - w tych pierwszych nierzadko brakuje możliwości precyzyjnego zdefiniowania cech wybranych elementów, co jest z kolei możliwe w sterowanym poleceniami TeX.